# St-Collodan (Plogoff)

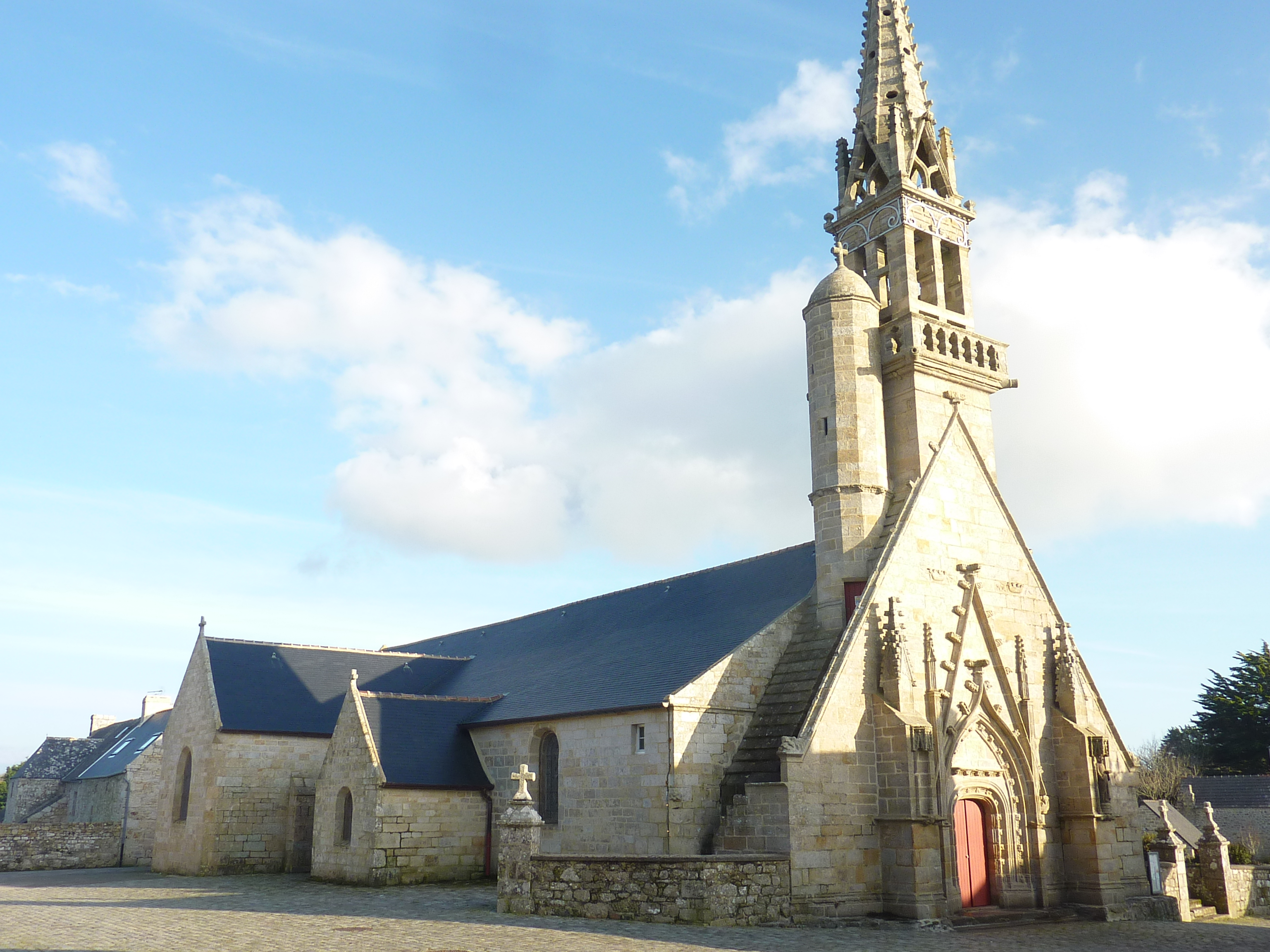
Kirche St-Collodan

St-Collodan ist die römisch-katholische Pfarrkirche von Plogoff im Département Finistère in der Bretagne. Die Kirche ist eingetragen im Verzeichnis des architektonischen Erbes Frankreichs.

## Geschichte
Die dem heiligen Kea von Landkey gewidmete Kirche entstand im 16. Jahrhundert und wird im Kern der Bauschule von Pont-Croix zugerechnet. Diesem spätgotische Bauwerk gehen ältere Vorgängerbauten voraus, die bis auf die Missionstätigkeit des heiligen Kea im 5. oder 6. Jahrhundert zurückgehen sollen.
Älteste Teile des Gotteshauses sind die Westfassade im Stil der Flamboyantgotik sowie das Mittelschiff aus dem 16. Jahrhundert. Im 17. Jahrhundert wurde das Querhaus errichtet, welches die Jahreszahlen 1649 und 1661 trägt. Der ursprünglich über der Vierung stehende Glockenturm stammt aus dem Jahr 1737, die südliche Vorhalle wurde 1772 angefügt. In der ersten Hälfte des 19. Jahrhunderts wurden grundlegende Restaurierungen vorgenommen. Eine letzte Instandsetzung folgte 2008.